# Hölderlinturm
Hölderlinturm (Hölderlinov stolp) v Tübingenu je bil v poznem 19. stoletju imenovan po pesniku  Friedrichu Hölderlinu, ki je v njem živel od 3. maja 1807 do svoje smrti v letu 1843. Je eden najbolj znanih spomenikov v Tübingenu.

## Zgodovina
Zgodovina Hölderlinovega stolpa verjetno sega v 13. stoletje. Spodnji del stolpa je bil del srednjeveškega obzidja ob severnem bregu reke Neckar. Temelji v neposredni bližini stolpa so iz začetka 17. stoletja. Stolp je povezan z njimi, na osmerokotni podlagi z eno streho je bil zgrajen v poznem 18. stoletju.
Leta 1807 je stavbo pridobil mizarski mojster Ernst Friedrich Zimmer. V istem letu je sprejel podnajemnika, neozdravljivo bolnega pesnika Hölderlina, ki je bil odpuščen iz klinike v Tübingenu pod vodstvom Johanna Autenrietha in katerega delo Hiperion ali Puščavnik v Grčiji je že prej občudoval. Pesnik je 36 let živel v skromno opremljeni sobi  v prvem nadstropju stolpa.
Hölderlin je  še naprej pisal, večinoma pod psevdonimom Scardanelli. Obiskala sta ga pesnik in nekdanji študent v Tubingenu Wilhelm Waiblingen in Eduard Mörike. Hermann Hesse v svoji kratki pripovedi V Presslovi vrtni hiši leta 1914 opisuje njun obisk pri bolnem Hölderlinu v stolpu.
Soba je bila v dvonadstropni stavbi, do leta 1828 večkrat razširjena. Umrl je leta 1838. Zanj je skrbela njegova hči Charlotte. Leta 1874 je hišo kupil mojster čevljar Carl Friedrich Eberhardt, jo spet razširil in uredil javno kopališče. 14. decembra naslednjega leta je stolp v pritličju pogorel. Kmalu so zgradili nov, okrogel stolp s koničasto streho in večjo sosednjo vilo. V načrtih je zapisano ime "Hölderlinov stolp".
Mesto Tübingen je hišo pridobilo leta 1921 s pomočjo Društva za ohranjanje in pridobivanje Hölderlinovega stolpa. Leta 1984 je bila notranjost hiše obnovljena tako, da je bila taka kot takrat, ko je v njej živel Hölderlin.
Danes je v njem Hölderlinov muzej s stalno razstavo, občasnimi razstavami in priročno knjižnico. Stolp upravlja v imenu mesta Tübingen leta 1943 ustanovljeno Hölderlinovo društvo, ki ima svoj sedež v hiši.

## Oznaka
Leta 1950 rojen umetnik Wolfgang Teucher je s peresom ilustriral besedilo na Pressel'schen gartenhauses Hölderlin im Turm am Fenster. 